# Jean-Michel Jarre
Jean-Michel Jarre és un músic i compositor francès, un dels més importants a escala mundial en el camp de la música ambient i New Age. Després de l'enorme èxit del seu disc Oxygène (publicat el 1976), Jarre va aconseguir portar la música planadora a les masses. Els seus concerts -acompanyats d'una espectacular posada en escena, plena d'efectes especials- sovint han trencat rècords d'assistència, com els que va fer a París, Houston o Moscou. En total, les vendes dels seus discos i senzills superen els 60 milions d'exemplars.

## Biografia

### Primers anys
Jean Michel Jarre nasqué el 24 d'agost de 1948 a Lió; el seu pare és el famós compositor de bandes sonores Maurice Jarre. A causa dels múltiples compromisos professionals de Maurice Jarre, el compositor sovint passava llargues temporades separat de la seva família, i ja des de la seva infantesa Jean Michel va mantenir una relació bastant distant amb el seu pare. Des de ben petit, Jarre rebé lliçons de piano, però el seu interès per la música despertà després de visitar amb la seva mare un club de jazz quan tenia deu anys. Més endavant rebé lliçons de contrapunt i harmonia al Conservatori de París.

### Les seves primeres passes musicals

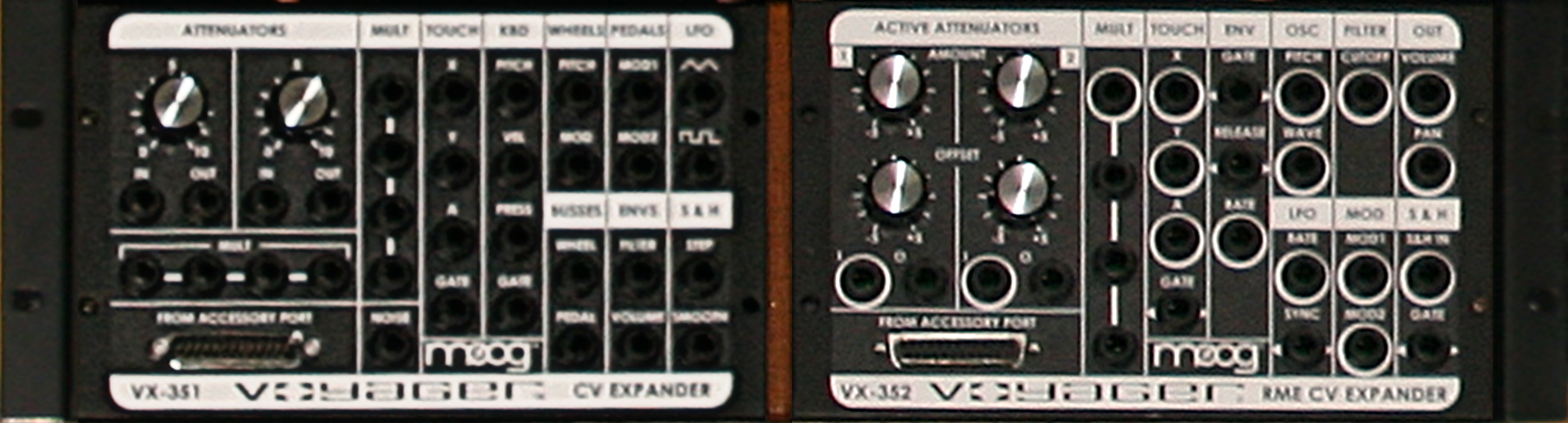
Dos mòduls de Moog Voyager connectats

Amb 16 anys Jarre formà el seu primer grup, "Mystères IV"; més endavant entrà al grup "The 
Dustbins" com a guitarrista. El 1968 començà a experimentar amb cintes, 
ràdios i d'altres mitjans típics de la música concreta, i s'uní un any més tard al Groupe de Recherche Musicale, sota la tutela de Pierre Schaeffer; aquí entrà en contacte per primera vegada amb els sintetitzadors, en concret amb el EMS VCS3 i un Moog modular. Més endavant estudià música electrònica a Colònia amb un dels pares de la música electrònica acadèmica, Karlheinz Stockhausen.
Després de la publicació del seu primer senzill "La Cage"/"Erosmaschine" el 1971, Jarre compongué la música d'un ballet, que s'estrenà el 1971 al Teatre de l'Òpera de París, a més de diverses òperes de música electroacústica. Addicionalment realitzà diversos treballs com a productor discogràfic, i compositor per a diversos artistes del moment, mentre anava augmentant el seu arsenal d'instruments electrònics, entre els quals ja hi figuraven un orgue Farfisa, un ARP 2600, un VCS3 i un AKS. Amb aquest material publicà diversos senzills, el seu primer disc en solitari (Deserted Palace, de 1972) i la banda sonora de la pel·lícula Les Granges Brûlées (1973).
El 1974 Jarre va conèixer Michel Geiss, músic i expert en instruments electrònics; Geiss esdevingué el principal col·laborador de Jean Michel Jarre, amb qui va dissenyar nous instruments com el Matrisequencer, que Jarre utilitzaria posteriorment en molts dels seus discos.

### Entrada a Dreyfus Music
El 1976 va aparèixer el seu disc Oxygène, originàriament publicat al segell Disques Motors, però reeditat poc després a Disques Dreyfus, una branca de la multinacional Polydor. "Oxygène" aconseguí un enorme èxit de vendes a tot el món, que li donaria el reconeixement de bona part de la crítica i que ha estat considerat com el disc més important de la història de la música electrònica. Certament, Jarre va aconseguir amb aquest disc fusionar uns plantejaments musicals propers als dels grups pioners de la música planadora (com Tangerine Dream) amb moltes melodies i les estructures típiques de la música pop; d'aquesta manera, l'àlbum aconseguí seduir un públic molt nombrós, adscrit a cadascun d'aquests dos corrents, que li ha estat fidel des de llavors.
Dos anys més tard Jarre publicà el seu següent disc, Equinoxe, amb què continuà aprofundint en la fórmula que havia iniciat amb Oxygène, si bé els avenços en matèria de seqüenciadors li permeteren de crear peces més complexes. Per promocionar el disc, Jarre va tocar en concert a la Place de la Concorde de París l'any 1979; un milió de persones hi van assistir, i d'aquesta manera Jarre entrà per primer cop al Llibre Guinness dels Rècords.
Jarre continuà experimentant i renovant la seva fórmula musical, i d'acord amb aquestes premisses incorporà un nou element al seu so, el sampler Fairlight CMI, que tindria una gran importància en el procés d'enregistrament de bona part dels seus discos posteriors, com Magnetic Fields (1981). Després de dos anys d'intenses negociacions amb les autoritats locals, Jarre començà una gira de concerts al mes d'octubre de 1981 per la Xina, a ciutats com Pequín o Xangai; aquests concerts constituïren les primeres actuacions de música pop contemporània que tingueren lloc a la Xina. Jarre va editar el 1982 un àlbum en directe, The Concerts in China, que inclou peces seleccionades de cinc actuacions d'aquesta gira, durant la qual presentà diverses composicions noves i que comptà amb la col·laboració de l'orquestra simfònica del conservatori de Pequín.
El 1983 Jarre enregistrà un nou disc, anomenat Music for Supermarkets, que havia de ser la banda sonora d'una exposició artística. Segons Jarre, com que les obres de l'exposició serien subhastades, la seva música també ho havia de ser; Jarre cedí una còpia a Ràdio Luxemburg, que la va emetre una única vegada (per AM); després la subhastà i destruí els màsters originals de l'enregistrament (si bé Jarre va reciclar part del contingut d'aquest disc en obres publicades posteriorment).

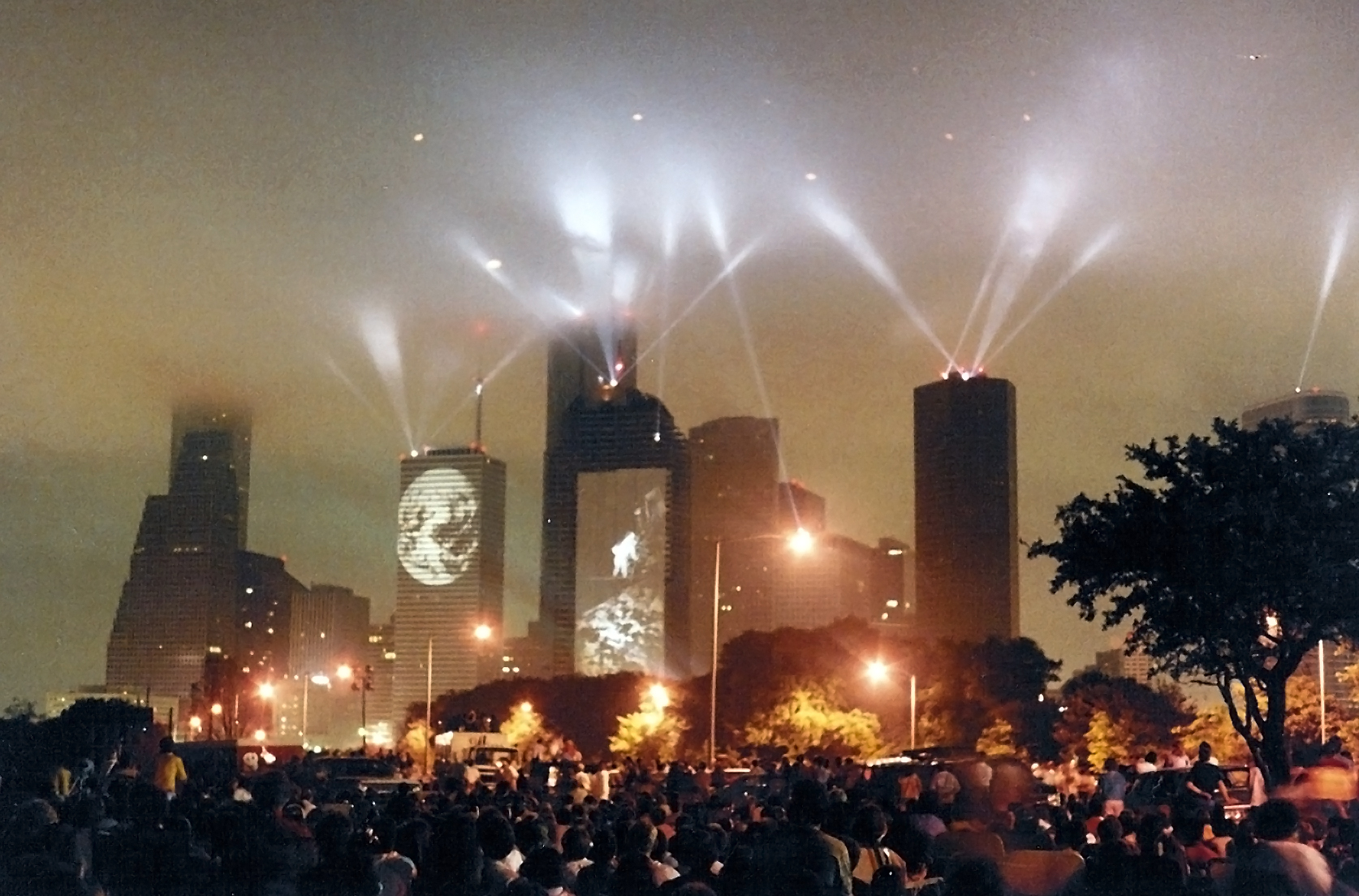
Concert a Houston amb canons de llum i projeccions en edificis

El 1984 aparegué el seu àlbum més pop i més avantguardista, Zoolookologie, on Jarre feia un ús encara més extens dels samplers, en concret l'E-mu Emulator i el ja conegut Fairlight CMI. El disc inclou una llarga llista de col·laboradors dels espectres musicals més avantguardistes, com Laurie Anderson o el guitarrista Adrian Belew.

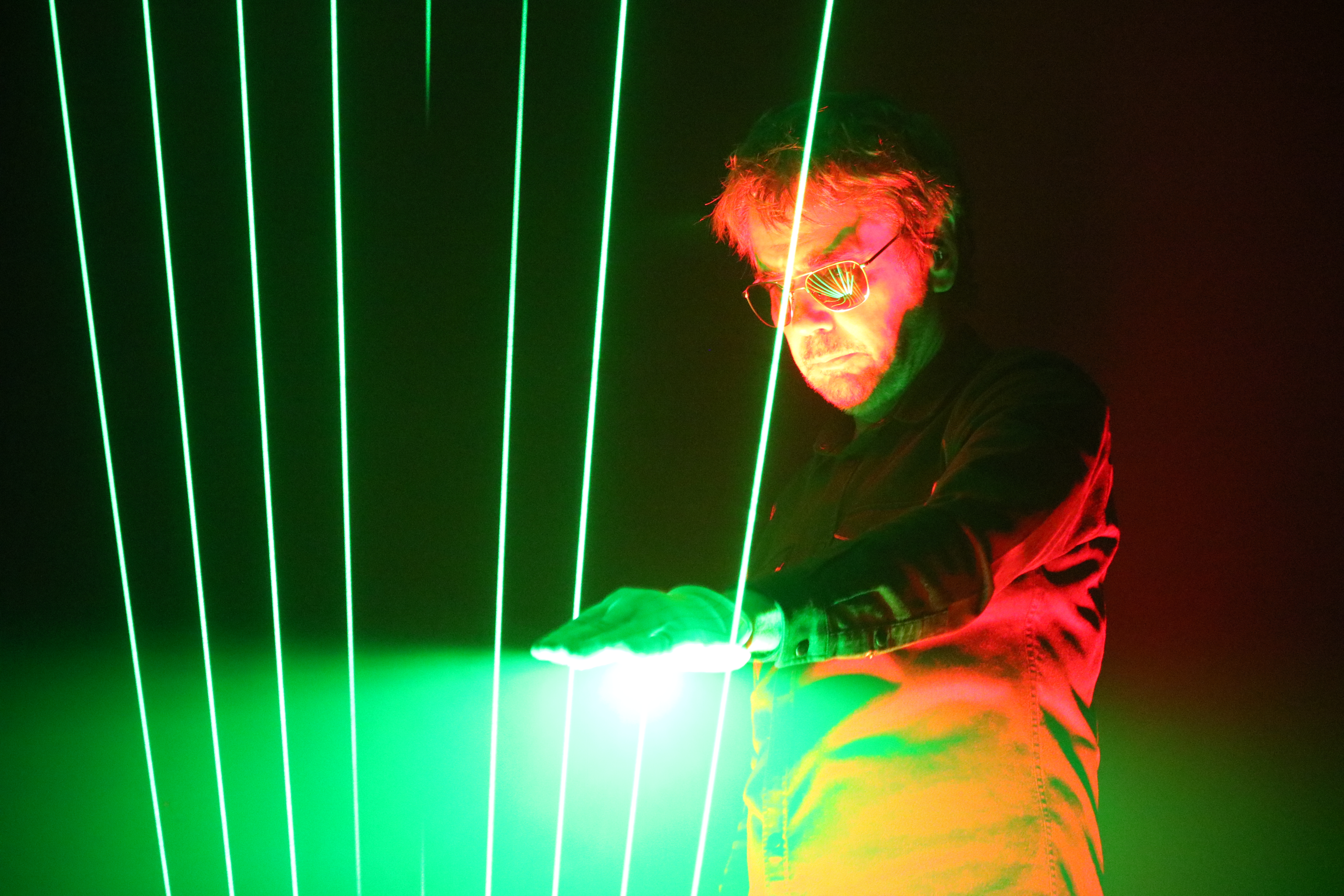
Jarre tocant l'arpa làser durant un concert a Bratislava

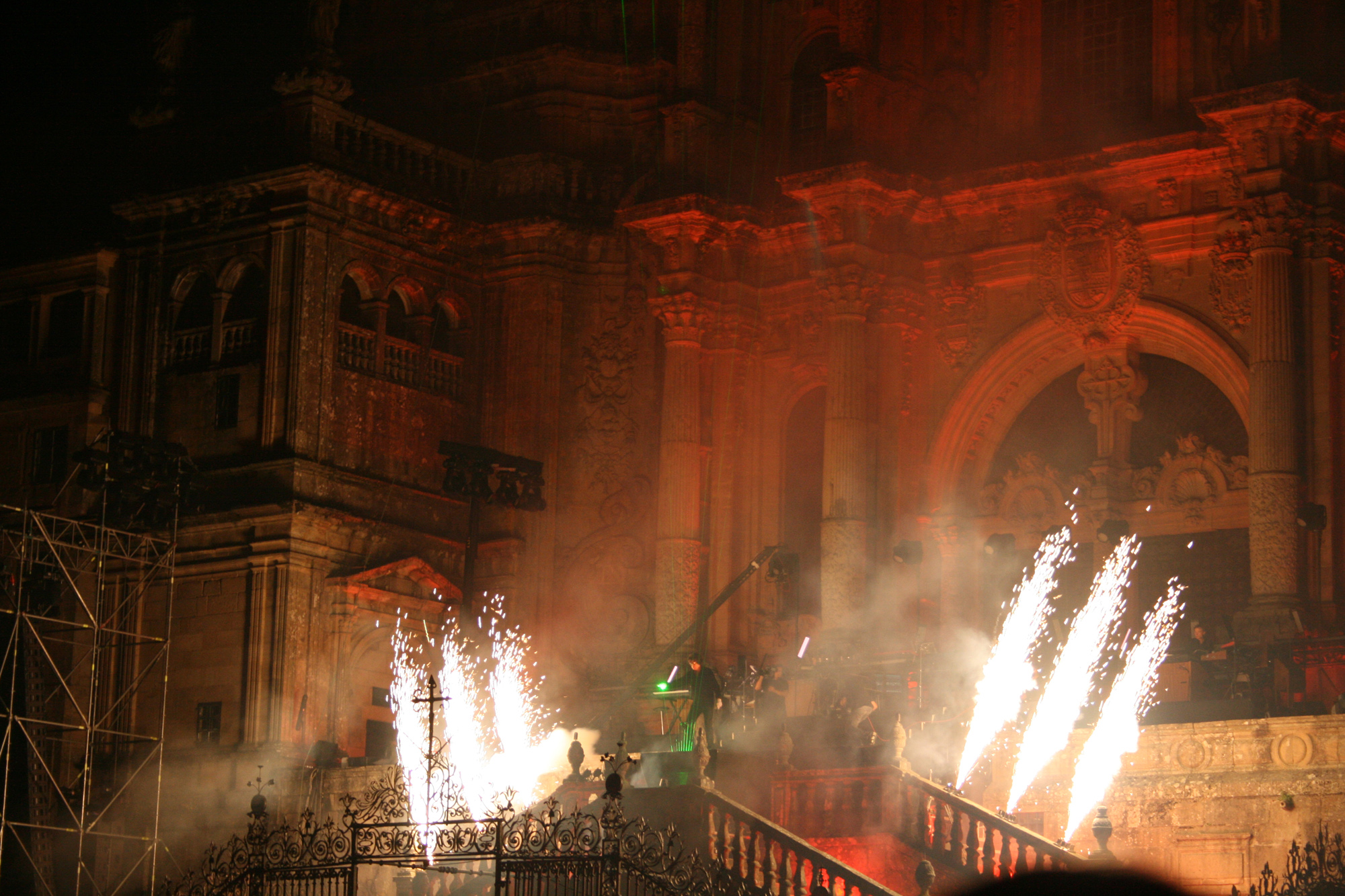
Acompanyament de focs artificials durant un concert a Santiago de Compostel·la (2010)

1986 va veure un retorn a les arrels musicals de Jarre en el seu següent disc, 
Rendez-Vous, treball realitzat per encàrrec de les autoritats de la NASA per commemorar el seu 25è aniversari. El disc inclou un tema que havia de ser tocat en conjunt amb l'astronauta i saxofonista Ron McNair. La idea era que McNair enregistrés la seva part des de l'espai, a bord del transbordador espacial Challenger, però el 28 de gener de 1986 el Challenger esclatà en plena maniobra d'ascens i els seus set tripulants moriren; el tema fou anomenat "Ron's Piece" en memòria de McNair, i la seva part fou interpretada pel músic francès Pierre Gossez. Jarre oferí un espectacular concert a l'aire lliure a la ciutat nord-americana de Houston, amb un desplegament de tecnologia sense precedents, músics situats en diversos edificis, raigs làser, gratacels utilitzats com a projectors, focs artificials i un dels instruments més famosos de Jarre, l'arpa làser, aparell que enviava senyals luminosos que, en entrar en contacte amb les mans de Jarre, es transformaven en notes musicals d'un mòdul sintetitzador. El concert significà la seva segona entrada al Llibre Guinness dels Rècords, en registrar una assistència d'un milió i mig de persones. També per aquestes dates Jarre realitzà un concert a la seva ciutat natal de Lió.
El 1988 Jarre publicà el disc Revolutions, un treball sònicament molt digital, 
realitzat amb abundosos samplers i sintetitzadors digitals -com ara el Roland D-50, de 
recentíssima aparició- i que continuava l'orientació cap al pop mostrada amb Zoolookologie tot incorporant-hi un toc ètnic en algunes composicions com "Revolution, revolutions" o "September", dedicada a Dulcie September, lluitadora anti-apartheid de Sud-àfrica assassinada a París el 29 de març. El 8 i 9 d'octubre d'aquest mateix any Jarre realitzà dos concerts multitudinaris a les drassanes de Londres (publicats posteriorment en forma de nou àlbum anomenat Destination Docklands); malgrat els problemes derivats de les condicions meteorològiques del moment, els concerts van ser tot un èxit.
Dos anys després Jarre trencà novament un rècord personal amb un concert multitudinari celebrat al 
districte parisenc de La Défense, que comptà amb l'assistència de dos milions i mig d'espectadors. També el 1990 Jarre publicà un nou disc, Waiting for Cousteau, dedicat al seu amic, l'oceanògraf Jacques-Yves Cousteau, i que combina elements ètnics amb peces més llargues i ambientals, com les dels seus primers discos. Un any després intentà organitzar un concert a les piràmides mexicanes de Teotihuacan, però a causa de problemes logístics la idea s'hagué de cancel·lar posteriorment. Images, la primera recopilació de Jarre, veié la llum l'any 1991, i incorporà rareses, inèdits i versions alternatives.
El 1993 Jarre publicà l'àlbum Chronologie, dedicat al temps, on Jarre actualitzava el seu so afegint-li elements rítmics que l'acostaven a diferents corrents de la música dance, en especial la caixa de ritmes Roland TR-909. Per promocionar-lo, Jarre inicià la seva segona gran gira (després de la que el portà a la Xina el 1981) amb diverses actuacions a diferents ciutats d'Europa (entre elles Lausana, Barcelona, Londres i Manchester) i que acabà amb un concert final a la ciutat asiàtica de Hong Kong, enregistrat i publicat en format doble el 1994.
Possiblement com a reacció al caràcter "contemporani" de Chronologie, el 1997 Jarre decidí de revisar el seu primer gran disc, Oxygène, i de compondre'n una seqüela, utilitzant bona part dels instruments que havia emprat 21 anys enrere (com el Mellotron o l'EMS VCS3) per recrear al màxim les vivències del seu enregistrament original; així nasqué Oxygène 7-13, promocionat també per una petita gira que inclogué un concert a la ciutat de Moscou per commemorar el seu 850è aniversari. Aquest concert tornà a significar un nou rècord per a Jarre, amb una audiència de tres milions i mig d'espectadors.

### Esdeveniments posteriors
El 1998 Jarre se separà de la seva segona esposa, l'actriu Charlotte Rampling, amb qui s'havia casat el 1977.
El 31 de desembre de 1999 Jarre celebrà un concert a prop de la ciutat egípcia de Guiza, per celebrar l'any nou i els 5000 anys de la civilització egípcia. L'esdeveniment durà 12 hores i va fer servir les piràmides com a projectors d'imatges, però a causa de la boira les imatges no es pogueren apreciar nítidament. Jarre feu dues actuacions durant aquest espectacle, una a la nit del dia 31 i una altra abans que sortís el sol, ja havent entrat l'any 2000. En aquest concert Jarre mostrà algunes de les composicions del que seria el seu següent àlbum, Metamorphoses, publicat l'any 2000; estilísticament "Metamorphoses" significà un canvi radical, a causa de les seves influències techno i a l'ús de cantants -entre ells, Sharon Corr (del grup irlandès The Corrs) i, per segona vegada, Laurie Anderson- a totes les cançons.
El 2002 Jarre feu un nou concert (anomenat AERO) a la ciutat d'Aalborg (Dinamarca), en un parc eòlic; poc després llançà dos discos, Sessions 2000 (2002) i Geometry of Love (2003), on Jarre mostra la seva cara més ambiental i New Age, i una nova recopilació, AERO (2004), concebuda expressament per gaudir dels avantatges sonors del nou format Dolby 5.1, amb versions de temes coneguts i peces noves. Per octubre del 2004 Jarre feu dos concerts consecutius a la Xina, el primer a la Ciutat Prohibida i el segon a la Plaça Tiananmen, que també foren editats en format DVD i CD amb el nom de Jarre in China.
El dia 26 d'agost de 2005 Jarre actuà en concert a l'"Espai de la Llibertat" de Gdańsk (Polònia), davant de 170.000 persones, per commemorar el 25è aniversari de la fundació del sindicat Solidarność; el seu fundador, Lech Wałęsa, hi era present i va pujar a l'escenari amb Jarre. Durant aquest concert, Jarre va interpretar una versió de L'estaca en polonès (per Jacez Kaczmarski), anomenada Mury, que esdevingué l'himne oficiós del sindicat. També l'any 2005 Jarre actuà en concert a Lint (Bèlgica) per celebrar l'opertura de lEurocam Media Centre.
El 2006 aparegué un disc doble amb versions orquestrals de 20 peces de tota la carrera de Jarre, anomenat "The Symphonic Jean Michel Jarre"; una edició especial d'aquest disc inclou un DVD amb remescles de totes les cançons. A finals del 2006 Jarre actuà en directe al Marroc (a prop de Merzouga) com a Ambaixador de Bona Voluntat de la UNESCO. Un any després Jarre publicà un nou disc, Téo & Téa (publicat, com els anteriors, al segell Warner Bros. Records) i la banda sonora de la pel·lícula "Strijk - Die Heldin von Danzig" (Strijk, l'heroïna de Gdańsk). També el 2007 Jarre publicà una nova versió remasteritzada del seu primer gran èxit, "Oxygène", que publicà al seu segell actual, EMI; també en relació amb Oxygène, Disques Dreyfus edità un CD triple amb "Oxygène", "Oxygène 7-13" i un disc de remescles d'"Oxygène 7-13". Finalment, Jarre efectuà 10 concerts en dues setmanes (del 12 al 26 de desembre de 2007) a París, i l'any 2008, una nova sèrie de concerts el portà al Royal Festival Hall, de Londres. El 2010, Jarre decideix retre homenatge a l'escriptor i científic Arthur C Clarke. Aquest va morir el 2008 i va manifestar que a l'hora d'escriure novel·les escoltava una vegada i una altra una obra de Jarre. Ja que Clarke havia estat autor de la novel·les 2001: A Space Odyssey i 2010: Odyssey Two, va voler fer coincidir l'any de la gira amb el nom de la segona novel·la. La gira "2010" va allargar-se fins al 2011.
L'agost de 2013, Jean Michel Jarre va ser convidat a celebrar la 49 edició d'un dels festivals més grans i més antics del món, el Festival Cartago de Tunísia. Milers de persones es van reunir per veure un concert únic que barrejava les noves tecnologies a l'amfiteatre romà Patrimoni de la Humanitat (UNESCO), construït al segle ii.
Els anys 2016 i 2017 es desenvolupa el cicle "Electronica World Tour".

## Guardons
Nominacions
- 1987: Grammy al millor àlbum de new-age